# Metopotylus femoratus
Metopotylus femoratus là một loài bọ cánh cứng trong họ Cerambycidae.